# Tramplin Olimpijskiy
Die Tramplin Olimpijskiy war eine Skisprungschanze der Kategorie K 80 in der ukrainischen Hauptstadt Kiew.
Die mit Matten belegte Schanze befand sich direkt neben dem Kiewer Olympiastadion, in welchem 1980 Spiele des olympischen Fußballturniers ausgetragen wurden.

## Geschichte
Die Schanze wurde 1968 in der ukrainischen Hauptstadt erbaut. Elf Jahre später wurde die Schanze zum ersten und letzten Mal umgebaut. Die Kiewer Schanze war schon 25 Jahre nach dem letzten Umbau sehr baufällig und musste im Jahr 2003 abgerissen werden. Ein Neubau der Tramplin Olimpijskiy wird in Betracht gezogen.

## Architektur
Das Besondere an der Tramplin Olimpijskiy war deren Anlaufturm. Dieser hing frei in der Luft und wurde nur von Stahlseilen, welche an einen Pfosten befestigt waren, getragen. Diese Schanzenkonstruktion war wohl weltweit einzigartig.